# Louise J. Kaplan
Louise Janet Kaplan (New York, 18 novembre 1929 – New York, 9 gennaio 2012) è stata una psicoanalista e scrittrice statunitense.
Oltre alla attività clinica, si occupò di tematiche legate all'identità di genere. Con Donald Moss, diresse la prestigiosa rivista di psicoanalisi American Imago.
| Controllo di autorità | VIAF (EN) 271449171 |